# Стрибожий дарунок і інші оповідання
«Стрибожий дарунок і інші оповідання» — збірка оповідань Леся Мартовича.

## Історія видання
Видруковано у Львові накладом В'ячеслава Будзиновського в 1905 році. Четверта, за ліком збірка покутського автора складалася з 5 оповідок на 96 сторінках.
Мартович, уже звично, спершу опублікувавчастину збірки в тогочасній пресі, зокрема казку для дорослих «Стрибожий дарунок» Позитивні відгуки посприяли покутянинувіднайти мецената-сподвижника, нимвиявився Вячеслав Будзиновський. Улітку того ж року у Львові вийшла четверта, й остання за життя письменника, збірка «Стрибожий дарунок і інші оповідання».
За спогадами знайомих автора, усі твори цієї збірки написано восени 1904, в час перебування письменника в селі Грабівці Калуського повіту, що в теперішній Івано-Франківщині. 

## Зміст
- Стрибожий дарунок — казка для дорослих;
- Відміна — оповідка для дітей;
- Гарбата — оповідка для дітей;
- Прощальний вечір — оповідання;
- Грішниця — оповідання;